# Lindberg, Varbergs kommun
För andra betydelser, se Lindberg.
Lindberg är kyrkbyn i Lindbergs socken och en småort i Varbergs kommun, Hallands län, Sverige. Orten ligger omkring åtta kilometer från centralorten Varberg.
Här finns Lindbergs kyrka och Lindbergs skola, som tar upp elever från bland annat Tofta och Trönninge.